# أيام لا تنسى (مسلسل سوري)
أيام لا تنسى هو مسلسل سوري يحكي عن مصير ثلاث نساء والمسلسل درامي مدة كل حلقة ٤٥ دقيقة عرض في شهر رمضان

## قصة المسلسل
مسلسل سوري درامي اجتماعي تلاحق عبر أحداثها الممتدة من عام 1990 وحتى الآن ، متعرضا للأزمة السورية اجتماعيا.و يحكي العمل عن مصير ثلاث نساء  وعن قصة انكسارهن والمرارة،. وقصص حبهن وحزنهن والازمة اللتي يمررن بها وأحيانا بعض لحظات الفرح المسروقة في دراما متصاعدة، تعيد الاعتبار للصورة والحكاية التلفزيونية، عبر الاعتناء بتفاصيلها الجميلة والمشوقة. والثلاث نساء هن:
1. الصحافية والروائية(دينا)، قامت بدورها الفنانة ديمة قندلفت
2. (مريم) التي تدفع ثمن كونها ابنة غير شرعي قامت بدورها الفنانة حلا رجب
3. ،طالبة الطب(ليلى)، قامت بدورها الفنانة رنا كرم

يحكي

## طاقم العمل

### الممثلين[6]
- حلا رجب قامت بدور   (  (مريم))
- سوزان نجم الدين قامت بدور   (ملك)[7]
- محمد حداقي. قام بدور   (أبو سعيد)
- عبير شمس الدين قامت بدور (مرح)
- رنا كرم قامت بدور (ليلى)
- ديمة قندلفت
- زهير عبدالكريم. قام بدور (خليل)
- روبين عيسى
- كرم الشعراني
- علي الإبراهيم
- لوريس قزق
- مصطفى سعد الدين
- عروة العربي
- روزينا لاذقاني
- شادي زيدان
- صباح الجزائري
- وائل رمضان
- مازن الجبة
- محمد قنوع. قام بدور   (شجاع)
- رضوان عقيلي
- حسن دوبا
- أحمد قام بدور   (ميدو الصغير)
- سعيد عبدالسلام
- مروان أبو شاهين
- فادي الحموي
- عبدالهادي الصباغ
- دينا خانكان
- علي رمضان
- ولاء عزام قامت بدور (غنوة)

### تصوير
- سمير عرابي   (مدير الإضاءة)
- بلال قنوع.   (مصور)
- عمارة الرويلي.   (فوكس بولر)

### إخراج
- أيمن زيدان. (مخرج).[8]
- إبراهيم قنوع.   (مخرج منفذ)

### موسيقى
- سمير كويفاتي.   (الموسيقى التصويرية)
- ميادة بسيليس.   (غناء الشارة)[9]

### تأليف
- فاoيزة علي. (مؤلف)

### إنتاج
- سيريانا للإنتاج الفني والتوزيع. (منتج)

### مونتاج
- دلامه الحسين.  (مونتير)